# Calyptotheca canariensis
Calyptotheca canariensis is een mosdiertjessoort uit de familie van de Lanceoporidae. De wetenschappelijke naam van de soort is voor het eerst geldig gepubliceerd in 1988 door Aristegui.